# Tillandsia guelzii
Tillandsia guelzii es una especie de planta epífita dentro del género  Tillandsia, perteneciente a la  familia de las bromeliáceas.  Es un endemismo de la Provincia de Jujuy al norte de Argentina.

## Taxonomía
Tillandsia guelzii fue descrita por Werner Rauh y publicado en Tropische und subtropische Pflanzenwelt 65: 55–8. 1988.
Etimología
Tillandsia: nombre genérico que fue nombrado por Carlos Linneo en 1738 en honor al médico y botánico finlandés Dr. Elias Tillandz (originalmente Tillander) (1640-1693).
guelzii: epíteto